# Лепенац
Лепенац (макед. Лепенец, серб. Лепенац) — река в Косове и Северной Македонии, левый приток реки Вардар.
Длина реки составляет 75 км. Площадь бассейна составляет 770 км². Среднегодовой расход воды около устья — 10,0 м³/c.
Берёт начало к востоку от города Призрен, на Шар-Планине с высоты 1860 м над уровнем моря. В верховье течёт преимущественно на северо-восток, в среднем течении преобладающим направлением течения становится юго-восток. Впадает в Вардар в северо-западной части Скопье, на высоте 253 м. Крупнейший приток — река Неродимка, впадает слева в городе Качаник.